# Blow Up!
Blow Up! (ook wel Blow-Up of Joe Kowalski in Blow Up!) is een computerspel dat in 1987 uitkwam voor DOS en de MSX-computer. Het spel werd ontwikkeld en uitgegeven door Eurosoft. De speler speelt Joe Kowalski en moet zich een weg banen door zes dodelijke grotten. Het spel vertoont gelijkenis met Boulderdash. Elke grot moet worden voltooid binnen de vijf minuten. De weg moet gebaand worden door blokken op te blazen en onderweg moeten beesten en vallen ontweken worden.